# アマドール郡 (カリフォルニア州)
アマドール郡（英: Amador County）は、アメリカ合衆国カリフォルニア州のシエラネバダ山脈部に位置する郡である。人口は4万0474人（2020年）  。郡庁所在地はジャクソンである。
アンドール郡は「マザーロードの中心部」を自称しており、ゴールドカントリーの中に位置している。郡内にはそこそこのワイン製造業がある。

## 歴史

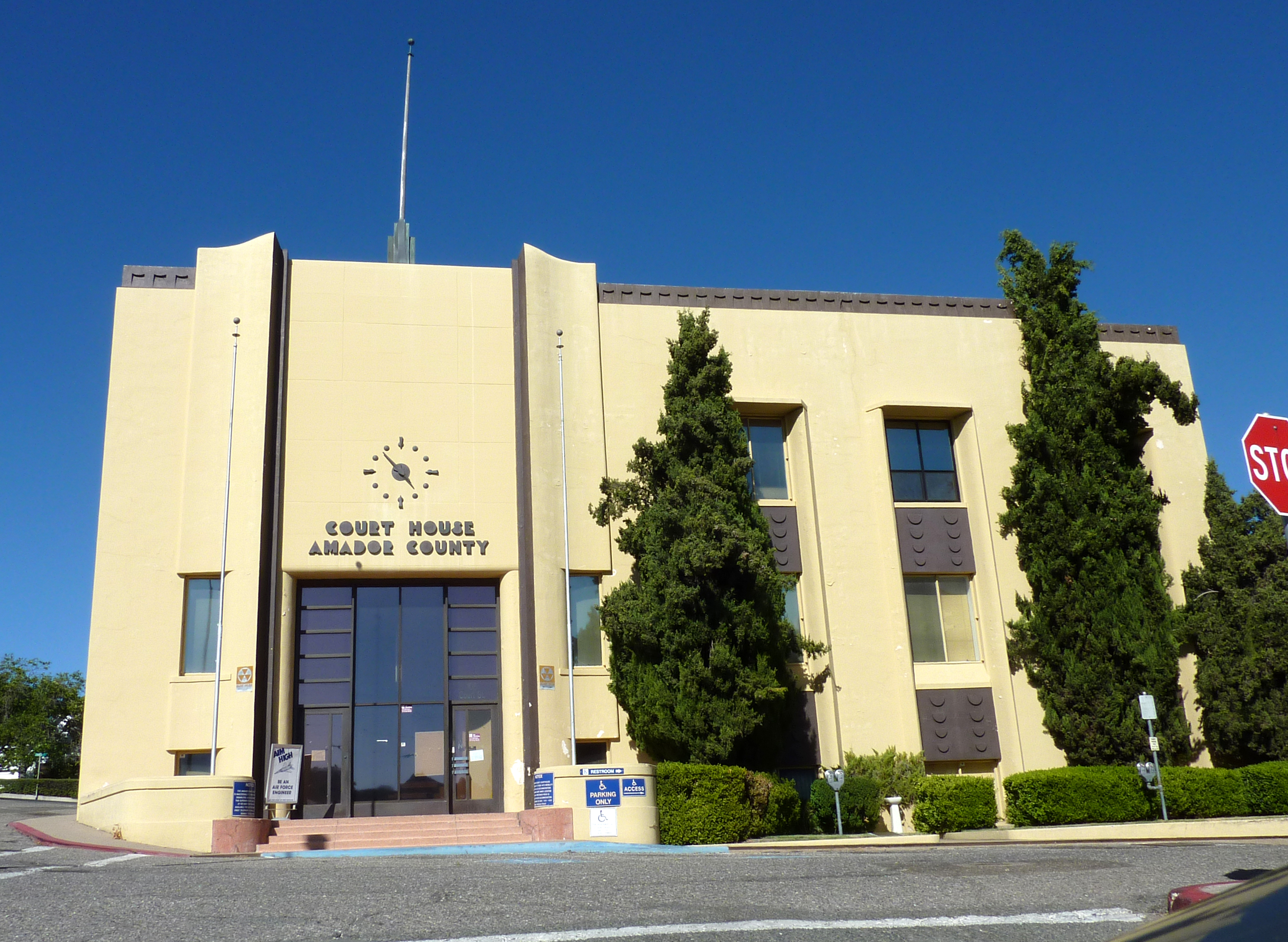
アマドール郡庁舎、2つの建物がある。1つは1864年建造の2代目郡庁舎、もう1つは1893年建造の記録館である。この2つは1939年に1つになりアール・デコ調の外観が与えられた。

アマドール郡は1854年にカラベラス郡とエルドラド郡の一部を併せて設立された。1864年、領域の一部がアルパイン郡に割譲された。
郡名は軍人で牧場主および鉱山師のホセ・マリア・アマドールに因んで名付けられた。アンドールは1794年にサンフランシスコで生まれ、ペドロ・アマドール（1771年にカリフォルニアに入植したスペイン軍人）軍曹の息子であり、シンフォロサ・アマドールの弟だった。
1848年、ホセ・マリア・アマドールは数人のインディアンと共に現在のアマドール市近くに金鉱山キャンプを設営して成功した。スペイン語のアマドールは「愛する人」を意味している。

## 地理
アマドール郡は州都サクラメントから南東に70キロメートル、シエラネバダ山脈の麓丘陵部に位置している。
アメリカ合衆国国勢調査局に拠れば、郡域全面積は605平方マイル (1,570 km2)であり、このうち陸地は593平方マイル (1,540 km2)、水域は12平方マイル (31 km2)で水域率は1.94%である。郡内の水域にはアマドール湖、カマンチェ湖、パルディ貯水池、ベア川貯水池、シルバー湖、サッター・クリーク、コスーミーズ川、モケルミ川およびジャクソン・クリークがある。
アマドール郡の標高は西部の約76メートルから東部の2,700メートル以上まで変化している。郡域の北はコスーミーズ川、南はモケルミ川が境界になっている。

### 都市と町
- ジャクソン（郡庁所在地）
- アマドールシティ
- アイオウン
- プリマス
- サッタークリーク

### 未編入の町
- ドライタウン
- フィドルタウン
- マーテル
- パイングローブ
- パイオニア
- リバーパインズ
- ボルケーノ

### 隣接する郡
- カラベラス郡 – 南
- サンホアキン郡 – 南西
- サクラメント郡 – 西
- エルドラド郡 – 北
- アルパイン郡 – 東

### 国立自然保護地域
- エルドラド国立の森（部分）
- モケルミ原生林（部分）

## シェナンドーバレー

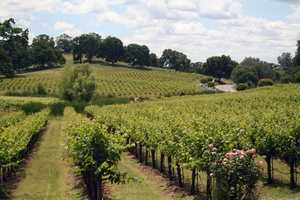
アマドールぶどう園

シェナンドーバレーは州内にあるナパバレー・ワイン生産地域やソノマバレー・ワイン生産地域ほどには知られていないが、かつて州内の主要ワイン生産地域だった。金の発見とともに一財産を掴もうという者達のメッカに素早く変わった。その過程の中で、現在もワイン醸造所として使われているぶどう園に多くのワイン醸造者が出現した。カリフォルニア・ゴールドラッシュが下火となり、禁酒法が施行されたためにアマドール郡のワイン製造地帯も衰退した。今日その地域が再生され、40以上のワイン醸造所がある。ジンファンデルのぶどう種の生産比率が高く、その種で知られているが、他の多くの種も生産されている。郡内のジンファンデル種ぶどう園の幾つかは125年以上の歴史がある。当初からあるグランドペレぶどう園は1869年以前にジンファンデル種を植えていた。このぶどう園はアメリカ最古のジンファンデル種ぶどう園と考えられている。広さ10エーカー (40,000 m2) のこのぶどう園は、アメリカ地質調査所発行の不動産証書に記述された1869年に存在したという証拠があり、地球上で最古級のジンファンデルぶどうの木がある。またアマドール郡の特許証書にも1869年という記述がある。この古いぶどうの木によってワイン醸造者に傑出したジンファンデル・ワインを作らせる濃厚な香りを生んでいる。

## 金鉱山
アマドール郡にはアルゴノート鉱山、ケネディ鉱山およびサッター鉱山など多くの金鉱山がある。これらのほとんど全ては19世紀後半あるいは20世紀に閉山された。

## 見どころ
アマドール郡にはゴールドラッシュ時代の史跡がある。1世紀を経た多くの金鉱山は現在観光地になっている。
- ジャクソン市メインストリート – アンティーク店
- サッタークリーク市メインストリート – アンティーク店、サッタークリーク劇場[5]
- ジャクソン・ランチェリア – 1986年にラリー・グラハム建設が建てたホテルとカジノ
- ボルケーノのボルケーノ劇団とコブルストーン劇場、セントジョージ・ホテル
- パイオニアのメイス・メドウズ・ゴルフコース
- マーテルのオールドミル・ショッピングセンター
- ボルケーノの地下洞窟（ブラックチャズム）
- 砂金探しができるキャンプ地
- ワインの試飲ができるワイン醸造所
- モケルミ川 – 釣り、砂金探し、急流カヤック、水泳、ピクニック、水遊び
- ボート遊びや釣りができる湖群
- スキー・リゾート – スキー、スノーボードなど
- アウトドア活動 – キャンプ、釣り、ピクニック、全地形万能車乗り、バックパック旅行、ハイキング、湖カヤック、乗馬、急流カヤック、野鳥観察、スノーシューズ・ハイキング、クロスカントリー・スキー、ロッククライミングなど
- 歴史史跡: ジャクソンのケネディ鉱山、フィドルタウンのチューキー店、サッタークリークのナイト鋳造所

## 交通

### 主要高規格道路
- カリフォルニア州道16号線
- カリフォルニア州道26号線
- カリフォルニア州道49号線
- カリフォルニア州道88号線
- カリフォルニア州道104号線
- カリフォルニア州道124号線

### 公共交通
アマドール地域交通システムがジャンクソンとその近くの町にバスを運行している。サクラメント市やカラベラス郡への接続便もある。

### 空港
アマドール郡空港はジャクソン市の近くにある一般用途空港である。

## 人口動態
以下は2000年の国勢調査による人口統計データである。
| 基礎データ - 人口: 35,100人 - 世帯数: 12,759 世帯 - 家族数: 9,071 家族 - 人口密度: 23人/km2（59人/mi2） - 住居数: 15,035軒 - 住居密度: 10軒/km2（25/mi2） 人種別人口構成 - 白人: 85.79% - アフリカン・アメリカン: 3.87% - ネイティブ・アメリカン: 1.78% - アジア人: 1.00% - 太平洋諸島系: 0.10% - その他の人種: 5.04% - 混血: 2.41% - ヒスパニック・ラテン系: 8.91% - ドイツ系アメリカ人: 14.9% - イングランド系アメリカ人: 12.6% - アイルランド系アメリカ人: 11.7% - イタリア系アメリカ人: 8.8% - 先祖がアメリカ人: 7.3% 主たる言語による人口構成 - 英語: 93.1% - スペイン語: 5.1% | 年齢別人口構成 - 18歳未満: 20.6% - 18-24歳: 6.9% - 25-44歳: 26.2% - 45-64歳: 28.3% - 65歳以上: 18.0% - 年齢の中央値: 43歳 - 性比（女性100人あたり男性の人口） - 総人口: 122.5 - 18歳以上: 123.4 世帯と家族（対世帯数） - 18歳未満の子供がいる: 26.2% - 結婚・同居している夫婦: 58.9% - 未婚・離婚・死別女性が世帯主: 8.7% - 非家族世帯: 28.9% - 単身世帯: 23.9% - 65歳以上の老人1人暮らし: 11.3% - 平均構成人数 - 世帯: 2.39人 - 家族: 2.81人 収入と家計 - 収入の中央値 - 世帯: 42,280米ドル - 家族: 51,226米ドル - 性別 - 男性: 39,697米ドル - 女性: 28,850米ドル - 人口1人あたり収入: 22,412米ドル - 貧困線以下 - 対人口: 9.2% - 対家族数: 6.1% - 18歳未満: 13.1% - 65歳以上: 5.4% |

## 政治
アマドール郡はアメリカ合衆国大統領および連邦議会選挙で共和党の強い地盤である。大統領選挙で民主党が多数を取ったのは1976年のジミー・カーターが最後だった。
アメリカ合衆国下院議員の選挙ではカリフォルニア州第3選挙区の一部であり、カリフォルニア州議会下院議員の選挙では第10選挙区、カリフォルニア州議会上院議員の選挙では第1選挙区に入っており、2010年時点で州下院議員を民主党議員が、他の議席を共和党議員が努めている。
2008年の命題8に関する住民投票で郡内投票者の64.0%は法案に賛成した。これは同性同士の結婚を禁止するためのカリフォルニア州憲法修正案だった。